# Charlotte Quik
Charlotte Quik (geb. Bottermann; * 30. Oktober 1982 in Coesfeld) ist eine deutsche Politikerin der CDU. Sie ist seit 2017 Abgeordnete im Landtag von Nordrhein-Westfalen.

## Leben
Nach dem Abitur 2002 am Gymnasium Georgianum in Vreden studierte Quik Germanistik, Zivilrecht und Wirtschaftspolitik an der Universität Münster. Sie schloss das Studium 2009 mit dem Magister Artium ab und war anschließend von 2010 bis 2017 als wissenschaftliche Mitarbeiterin im Landtag von Nordrhein-Westfalen tätig.
Charlotte Quik ist verheiratet und hat zwei Kinder.

## Politik
Quik trat 2008 in die CDU ein. Von 2012 bis 2018 war sie Mitglied im Landesvorstand der Jungen Union Nordrhein-Westfalen. Sie ist seit 2013 Mitglied im Vorstand des CDU-Stadtverbandes Hamminkeln, seit 2014 Beisitzerin im Vorstand des CDU-Landesverbandes Nordrhein-Westfalen und seit 2021 Vorsitzende des CDU-Kreisverbandes Wesel.
Quik gelang am 14. Mai 2017 der Einzug als Abgeordnete bei der Landtagswahl in Nordrhein-Westfalen 2017 im Landtagswahlkreis Wesel III als Direktkandidatin. In der 17. Wahlperiode war sie stellvertretende Vorsitzende des Ausschusses für Familie, Kinder und Jugend sowie Mitglied des Ausschusses für Gleichstellung und Frauen und des  Ausschusses für Wirtschaft, Energie und Landesplanung.
Bei der Landtagswahl 2022 wurde sie erneut im Wahlkreis Wesel III ins Parlament gewählt; sie gewann das Direktmandat mit 43,0 % der Erststimmen.